# James Matola
James Matola (ur. 31 maja 1977 w Harare) – zimbabwejski piłkarz grający na pozycji obrońcy.

## Kariera klubowa
Karierę piłkarską Matola rozpoczął w klubie Circle United. W 1999 roku zadebiutował w jego barwach w zimbabwejskiej Premier League. W 2002 roku przeszedł do Dynamos Harare. W tamtym roku zdobył Tarczę Dobroczynności. Z kolei w 2004 roku wraz z Dynamos sięgnął po Puchar Niepodległości Zimbabwe. W 2006 roku odszedł z klubu do Buymore Chitungwizam w którym grał przez rok.
W połowie 2006 roku Matola został piłkarzem południowoafrykańskiego zespołu Supersport United, pochodzącego z miasta Pretoria. W Supersport występował przez jeden sezon, a następnie odszedł do innego klubu Premier Soccer League, Free State Stars z Bethlehem, ówczesnego beniaminka ligi.
| Sezon   | Klub                | Kraj              | Rozgrywki      | Mecze | Bramki |
| ------- | ------------------- | ----------------- | -------------- | ----- | ------ |
| 1999    | Circle United       | Zimbabwe          | Premier League | ?     | ?      |
| 2000    | Circle United       | Zimbabwe          | Premier League | ?     | ?      |
| 2001    | Circle United       | Zimbabwe          | Premier League | ?     | ?      |
| 2002    | Dynamos Harare      | Zimbabwe          | Premier League | 1     | 0      |
| 2003    | Dynamos Harare      | Zimbabwe          | Premier League | 17    | 0      |
| 2004    | Dynamos Harare      | Zimbabwe          | Premier League | 15    | 0      |
| 2005    | Dynamos Harare      | Zimbabwe          | Premier League | 10    | 1      |
| 2006    | Buymore Chitungwiza | Zimbabwe          | Premier League | 30    | 2      |
| 2006/07 | Supersport United   | Południowa Afryka | Premier League | 28    | 0      |
| 2007/08 | Free State Stars    | Południowa Afryka | Premier League | 25    | 0      |
| 2008/09 | Free State Stars    | Południowa Afryka | Premier League | 28    | 1      |
| 2009/10 | Free State Stars    | Południowa Afryka | Premier League |       |        |

## Kariera reprezentacyjna
W reprezentacji Zimbabwe Matola zadebiutował w 2001 roku. W 2006 roku był podstawowym zawodnikiem Zimbabwe w Pucharze Narodów Afryki 2006 i zagrał tam w 3 meczach: z Senegalem (0:2), z Nigerią (0:2) i z Ghaną (2:1 i gol w 60. minucie).